# العلاقات الأرمينية الغرينادية
العلاقات الأرمينية الغرينادية هي العلاقات الثنائية التي تجمع بين أرمينيا وغرينادا.

## مقارنة بين البلدين
هذه مقارنة عامة ومرجعية للدولتين:
| وجه المقارنة                                              | أرمينيا                    | غرينادا                                |
| --------------------------------------------------------- | -------------------------- | -------------------------------------- |
| المساحة (كم2)                                             | 29.74 ألف                  | 348                                    |
| عدد السكان (نسمة)                                         | 2.93 مليون                 | 107.83 ألف                             |
| الكثافة السكانية (ن./كم²)                                 | 98.52                      | 30.99 ألف                              |
| العاصمة                                                   | يريفان                     | سانت جورجز                             |
| اللغة الرسمية                                             | لغة أرمنية                 | لغة إنجليزية، إنكليزية غرنادة المولدة ‏ |
| العملة                                                    | درام أرميني                | دولار شرق الكاريبي                     |
| الناتج المحلي الإجمالي (بليون دولار)                      | 11.54 مليار                | 1.12 مليار                             |
| الناتج المحلي الإجمالي (تعادل القوة الشرائية) بليون دولار | 25.41 مليار                | 1.45 مليار                             |
| الناتج المحلي الإجمالي الاسمي للفرد دولار أمريكي          | 3.49 ألف                   | 9.21 ألف                               |
| الناتج المحلي الإجمالي للفرد دولار أمريكي                 | 8.07 ألف                   | 12.43 ألف                              |
| مؤشر التنمية البشرية                                      | 0.743                      | 0.750                                  |
| رمز المكالمات الدولي                                      | +374                       | +1473                                  |
| رمز الإنترنت                                              | .am، .հայ ‏                 | .gd                                    |
| المنطقة الزمنية                                           | ت ع م+04:00، توقيت أرمينيا | 00                                     |

## منظمات دولية مشتركة
يشترك البلدان في عضوية مجموعة من المنظمات الدولية، منها:
| علم المنظمة | اسم المنظمة                               | تاريخ انضمام أرمينيا | تاريخ انضمام غرينادا |
| ----------- | ----------------------------------------- | -------------------- | -------------------- |
|             | الاتحاد البريدي العالمي                   | ?                    | ?                    |
|             | يونسكو                                    | 9 يونيو 1992         | 17 فبراير 1975       |
|             | البنك الدولي للإنشاء والتعمير             | 16 سبتمبر 1992       | 27 أغسطس 1975        |
|             | منظمة التجارة العالمية                    | 5 فبراير 2003        | ?                    |
|             | وكالة ضمان الاستثمار متعدد الأطراف        | 5 ديسمبر 1995        | 12 أبريل 1988        |
|             | الاتحاد الدولي للاتصالات                  | 30 يونيو 1992        | 17 نوفمبر 1981       |
|             | منظمة الشرطة الجنائية الدولية             | ?                    | ?                    |
|             | مؤسسة التمويل الدولية                     | 18 أبريل 1995        | 28 أغسطس 1975        |
|             | الأمم المتحدة                             | 2 مارس 1992          | 17 سبتمبر 1974       |
|             | مؤسسة التنمية الدولية                     | 25 أغسطس 1993        | 28 أغسطس 1975        |
|             | منظمة حظر الأسلحة الكيميائية              | ?                    | ?                    |
|             | المركز الدولي لتسوية المنازعات الاستشارية | 16 أكتوبر 1992       | 23 يونيو 1991        |

## وصلات خارجية
- موقع وزارة الخارجية الأرمينية